# Mateo Gilarte

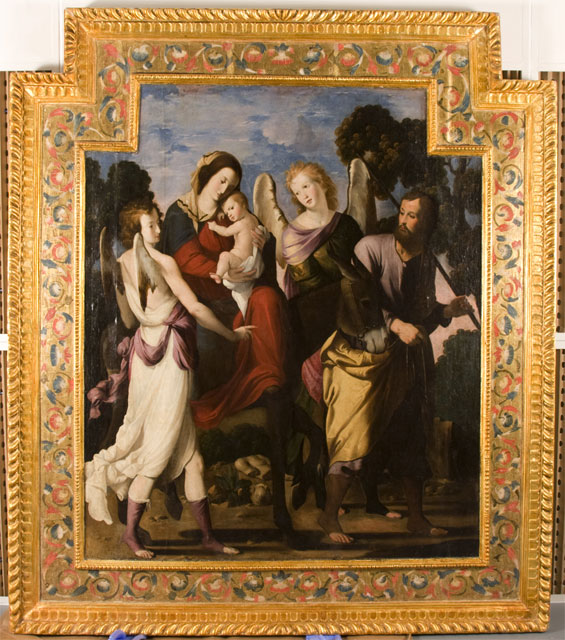
Huida a Egipto, iglesia de Santo Domingo, Mula (Murcia).

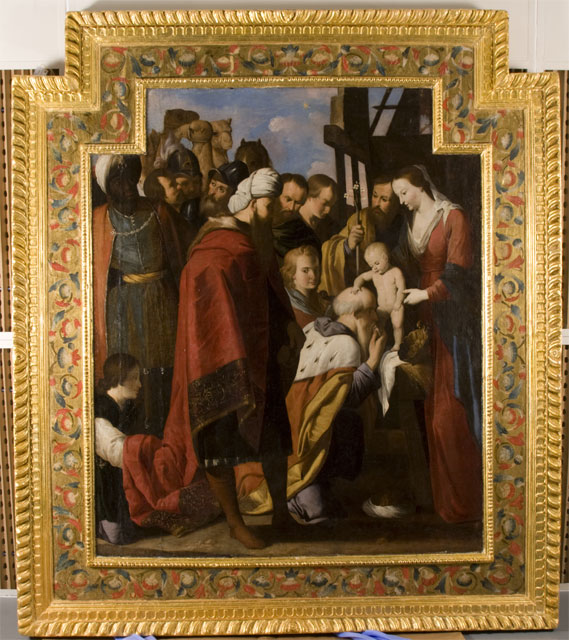
Adoración de los Reyes Magos, iglesia de Santo Domingo, Mula (Murcia).

Mateo Gilarte (Orihuela, c. 1629 - Murcia, 1675) fue un pintor barroco español cuya fama, al dedicarle Antonio Palomino una biografía, trascendió los límites de la región de Murcia, aunque su pintura resultaba ya un tanto arcaica en su época. 

## Biografía
Hijo de Francisco Gilarte el Viejo, fabricante de pólvora y oriundo de Orihuela, ciudad en la que nacieron los hermanos de Mateo, pero que ya en 1629 se encontraba en Murcia, pudo formarse como pintor en Valencia, quizá en el taller de Jerónimo Jacinto Espinosa, recibiendo también las influencias del murciano Pedro de Orrente como se pone de manifiesto en alguna obra juvenil. En 1651 se encontraba ya avecindado en Murcia, donde residía su hermano Francisco Gilarte el Mozo (Orihuela, 1626-Murcia, 1667), pintor de la catedral, con el que colaboró en una serie de pinturas dedicada a la vida de la Virgen por encargo de la Congregación de caballeros seculares, establecida en el Colegio de San Esteban de la Compañía de Jesús, fechadas ese mismo año. En 1658 obtuvo por concesión regia el título de Maestro Mayor de las Reales Fábricas de Pólvora y Salitres de Murcia, y un año más tarde contrajo segundas nupcias con Ana Monte. Entre 1663 y 1667 realizó en colaboración con Francisco las pinturas al óleo y al fresco de la capilla que la Cofradía del Rosario, de la que era mayordomo, tenía en el convento de Santo Domingo. Según Antonio Palomino por estas pinturas «y en elogio de su acierto, se le escribió un certamen, que se dio a la estampa». Este certamen se ha perdido, conservándose, en cambio, la décima que un modesto poeta local, Pedro Álvarez de Lugo, dedicó a su hermano Francisco con el mismo motivo.
El propio Palomino afirma que trabó estrecha amistad con el capitán Juan de Toledo, y más cautamente añadía que «se dice, que para hacer esta obra tan magnífica [la Batalla de Lepanto de la citada capilla], se ayudó del célebre batallista capitán de caballos Juan de Toledo», afirmación que desde entonces se ha dado por cierta, eliminando la cautela introducida por Palomino, a pesar de que en las fechas en que se pintó Juan de Toledo llevaba algunos años residiendo en Madrid. En estas pinturas se aprecia un intento de asimilar las corrientes del barroco decorativo, aunque también con frecuencia debió de valerse de estampas, como en el Sueño de San José de la catedral de Murcia, imitación casi literal de un lienzo del mismo asunto de Juan Montero de Rojas guardado en el convento madrileño de Don Juan de Alarcón.
Falleció en Murcia en 1675, declarándose pobre en el testamento, siendo enterrado en la capilla de la Cofradía del Rosario, de la que era cofrade. Según Palomino dejó una hija, Magdalena Gilarte, que heredó su ingenio y habilidad en la pintura, aunque en realidad, nacida en 1649, era hija de Francisco.

## Obra
- Doce lienzos de la vida de la Virgen con destino a la Congregación de caballeros seculares en el Colegio de San Esteban de la Compañía de Jesús. Tras la desamortización la serie pasó a integrar los fondos del Museo de la Trinidad, incorporado más tarde al Museo del Prado, y en la actualidad, reducida a ocho ejemplares, se halla dispersa entre varios depósitos del Prado. Fechados todos ellos en 1651 y firmados en capitales GILARTE FACIEBAT, sin especificar de cuál de los hermanos se trata.
- El nacimiento de la Virgen, lienzo de la serie anterior, pero al parecer procedente de la colección real, depositado por el Museo del Prado en el Museo de Bellas Artes de Murcia, donde también se conservan del pintor una pareja de lienzos formada por la Virgen María y el Buen Pastor.
- Pinturas para la Capilla del Rosario en la iglesia del convento de Santo Domingo de Murcia (1663-1668) conservadas in situ, serie formada por:

- La reina Ester desmayada ante Asuero.
- Moisés ante la Virgen y el Niño sobre la zarza ardiendo.
- Jacob luchando con el ángel
- Santo Domingo cogiendo rosas con otros religiosos
- La Batalla de Lepanto, con la Virgen del Rosario y cuatro medallones en los que figuran retratos de don Juan de Austria, Felipe II, el Papa Pio V y Solimán.
- Santo Domingo, falto de pan para sus fieles, recibiéndolo de mano de unos ángeles
- Nacimiento de Santo Domingo
- La Virgen del Rosario en una guirnalda de flores, cuadro procedente del mismo encargo, en paradero desconocido.

- La Virgen del Rosario en orla floral sobre la batalla de Lepanto, iglesia de San Bartolomé, Murcia.
- La cena de Emaús, Museo de Santa Cruz, Toledo, pintura realizada para la parroquia de San Justo en Toledo
- El sueño de San José, en el trascoro de la catedral de Murcia.
- Adoración de los Reyes y Huida a Egipto, iglesia de Santo Domingo, Mula.
- Asunción de la Virgen, convento de la Madre de Dios, Murcia.
- Anuncio a los pastores, Kunstmuseum, Braunschweig.